# GIMAP1
GIMAP1 (англ. GTPase, IMAP family member 1) – білок, який кодується однойменним геном, розташованим у людей на 7-й хромосомі. Довжина поліпептидного ланцюга білка становить 306 амінокислот, а молекулярна маса — 34 369.
| 10         |  | 20         |  | 30         |  | 40         |  | 50         |
| ---------- |  | ---------- |  | ---------- |  | ---------- |  | ---------- |
| MGGRKMATDE |  | ENVYGLEENA |  | QSRQESTRRL |  | ILVGRTGAGK |  | SATGNSILGQ |
| RRFFSRLGAT |  | SVTRACTTGS |  | RRWDKCHVEV |  | VDTPDIFSSQ |  | VSKTDPGCEE |
| RGHCYLLSAP |  | GPHALLLVTQ |  | LGRFTAQDQQ |  | AVRQVRDMFG |  | EDVLKWMVIV |
| FTRKEDLAGG |  | SLHDYVSNTE |  | NRALRELVAE |  | CGGRVCAFDN |  | RATGREQEAQ |
| VEQLLGMVEG |  | LVLEHKGAHY |  | SNEVYELAQV |  | LRWAGPEERL |  | RRVAERVAAR |
| VQRRPWGAWL |  | SARLWKWLKS |  | PRSWRLGLAL |  | LLGGALLFWV |  | LLHRRWSEAV |
| AEVGPD     |  |            |  |            |  |            |  |            |

A: Аланін

C: Цистеїн

D: Аспарагінова кислота

E: Глутамінова кислота

F: Фенілаланін

G: Гліцин

H: Гістидин

I: Ізолейцин

K: Лізин

L: Лейцин

M: Метіонін

N: Аспарагін

P: Пролін

Q: Глутамін

R: Аргінін

S: Серин

T: Треонін

V: Валін

W: Триптофан

Білок має сайт для зв'язування з нуклеотидами, ГТФ. 
Локалізований у мембрані, ендоплазматичному ретикулумі, апараті гольджі.